# Cooper-Standard Automotive
Cooper Standard Automotive Inc. con sede a Novi (Michigan) è un fornitore per l'industria automobilistica. In particolare si occupa della produzione di particolari in materiale plastico e elastomeri per la conduzione carburante.

## Storia
Durante la seconda guerra mondiale produsse 247.100 fucili M1 carbine, marchiati "STD. PRO". Le sedi sono a New Lexington, Ohio, Surgoinsville, Tennessee e Stratford (Ontario) in Canada, e altre 107 nel mondo.